# Great Stretton
Great Stretton är en by i civil parish Little Stretton, i distriktet Harborough, i grevskapet Leicestershire i England. Byn är belägen 8 km från Leicester. Stretton Magna var en civil parish 1866–1994 när blev den en del av Little Stretton, Stoughton och Great Glen. Civil parish hade 234 invånare år 1931.